# Wawoż
Wawoż (ros. Вавож) – wieś (sieło) w Rosji, w Udmurcji, ośrodek administracyjny rejonu wawoskiego. W 2010 liczyła 5816 mieszkańców.